# María Ángeles Parra Lucán
María Ángeles Parra Lucán (Vitoria, 4 de julio de 1963, también aparece como María de los Ángeles) es una jurista y magistrada española.
Catedrática de Derecho civil por oposición desde 2001, fue elegida el 26 de enero de 2017, por el turno de juristas de reconocida competencia, magistrada de la Sala de lo Civil del Tribunal Supremo, plaza en la que tomó posesión el 11 de abril del mismo año. Desde entonces participa, entre otras materias, en la fijación de doctrina jurisprudencial sobre indemnización de daños y en los debates doctrinales sobre la cláusula rebus sic stantibus.

## Formación
Parra cursó la licenciatura de Derecho en la Universidad de Zaragoza, donde se graduó en 1986 con premio extraordinario. Tres años más tarde obtuvo el doctorado con una tesis dedicada a la responsabilidad contractual.

## Carrera judicial
Aunque ha desarrollado la mayor parte de su vida profesional en la docencia, Parra ha mantenido un vínculo constante con la jurisdicción. Entre 2006 y 2007 prestó servicios como magistrada suplente en la Audiencia Provincial de Zaragoza, con más de cuatrocientos asuntos civiles y penales repartidos. Diez años después, el Pleno del Consejo General del Poder Judicial la eligió para ocupar la vacante que había dejado Ángel-Fernando Pantaleón Prieto en el Tribunal Supremo, convirtiéndose en la primera catedrática de la Universidad de Zaragoza en acceder a la Sala de lo Civil.

## Actividad académica y publicaciones
Inició su carrera docente en 1989 como ayudante en la Universidad Autónoma de Madrid y en 2001 accedió a la cátedra en la Universidad de La Laguna, antes de trasladarse definitivamente a Zaragoza en 2005.
Su investigación se centra en la teoría general de las obligaciones y los remedios contractuales. Entre sus publicaciones más citadas destacan el artículo «La indemnización del lucro cesante» (Revista de Derecho Privado, 2019), y el estudio «Riesgo imprevisible y modificación de los contratos» (InDret, 2015), donde defiende una aplicación flexible de la cláusula rebus como respuesta a las crisis económicas. También escribió «La protección del consumidor frente a los daños»
Ha participado en manuales colectivos sobre Derecho de la persona y ha dirigido varias tesis doctorales sobre contratos y responsabilidad civil.

## Asociacionismo judicial
Vinculada al Derecho civil aragonés, es vocal, desde 1999, de la Comisión Aragonesa de Derecho Civil, órgano asesor de las Cortes de Aragón en materia legislativa. Coordina, además, los trabajos de la Asociación de Profesores de Derecho Civil para la elaboración de un anteproyecto de nuevo Código Civil y forma parte, como académica electa, de la Academia Aragonesa de Jurisprudencia y de la Real Academia de Jurisprudencia y Legislación.

## Distinciones
En 2018 recibió la Primera Medalla del Justicia de Aragón por su trayectoria al servicio del Derecho civil aragonés. Dos años más tarde fue nombrada «Amiga» de la Asociación Española de Abogados de Familia, distinción que reconoce su contribución doctrinal al Derecho de familia español.